# Kanton Rennes-2
Der Kanton Rennes-2 (bretonisch Kanton Roazhon-2) ist seit 2015 ein französischer Wahlkreis im Arrondissement Rennes, im Département Ille-et-Vilaine und in der Region Bretagne. 

## Geschichte
Der Kanton entstand 2015 mit der Neuordnung der Kantone in Frankreich aus Teilen von aufgelösten Kantonen in der Stadt Rennes.

## Lage
Der Kanton liegt im Zentrum des Départements Ille-et-Vilaine.
Der Kanton umfasst mehrere Quartiere im Osten der Stadt Rennes und zählt 43.521 Einwohner.

## Politik
Im 1. Wahlgang am 22. März 2015 erreichte keines der fünf Wahlpaare die absolute Mehrheit. Bei der Stichwahl am 29. März 2015 gewann das Gespann Damien Bongart/Catherine Debroise (beide PS) gegen Antoine Cressard/Laurence Taillandier (beide Union de la Droite) mit einem Stimmenanteil von 58,77 % (Wahlbeteiligung:46,35 %).
| Vertreter im conseil général des Départements | Vertreter im conseil général des Départements | Vertreter im conseil général des Départements |
| Amtszeit                                      | Name                                          | Partei                                        |
| --------------------------------------------- | --------------------------------------------- | --------------------------------------------- |
| 2015–                                         | Damien Bongart Catherine Debroise             | PS                                            |